# 1405年
| 千纪： | 2千纪 |
| 世纪： | 14世纪 \| 15世纪 \| 16世纪                                                                                 |
| 年代： | 1370年代 \| 1380年代 \| 1390年代 \| 1400年代 \| 1410年代 \| 1420年代 \| 1430年代                           |
| 年份： | 1400年 \| 1401年 \| 1402年 \| 1403年 \| 1404年 \| 1405年 \| 1406年 \| 1407年 \| 1408年 \| 1409年 \| 1410年 |
| 纪年： | 乙酉年（鸡年）；明永乐三年；越南開大三年；日本應永十二年                                                   |

## 大事记
- 7月11日（永乐三年六月十五）——明朝航海家郑和开始了他的第一次下西洋。
- 明成祖诏书封许柴佬（福建晋江深沪运伙人）为吕宋总督，统揽该国军、政、财、文大权。
- 明成祖派三佛齊國王梁道明的同鄉監察禦史譚勝受和千戶楊信帶敕書前往招安；梁道明國王和臣子鄭伯可一同入朝貢方物，留下副手施進卿帶領眾軍民。
- 足利義滿遣使獻俘倭寇，明成祖賜日本王冕服，建立外交關係。
- 浡泥国王麻那惹加那遣使献土特产，明成祖派官封其为王。
- 明成祖昭封锁丹罕难必镇为苏门答腊国王。
- 帖木儿远征明朝，死于军中。
- 卡斯蒂利亚探险者让·德贝当古占据耶罗岛
- 克里斯蒂娜·德·皮桑发表了《妇女之城》

## 出生
- 朱瞻墉，明朝越靖王，明仁宗朱高炽第三子。
- 陳文（1405年－1468年，63岁），明朝正統至成化年間大臣。
- 祝顥（1405年－1483年，78岁），明朝官員。
- 斯坎德培，阿尔巴尼亚民族英雄（逝世于1468年，63岁）
- 3月6日——胡安二世，卡斯蒂利亚国王（逝世于1545年，40岁）
- 10月18日——庇護二世，教宗（逝世于1464年）

## 逝世
- 2月18日──帖木兒，帖木兒帝國的奠基人（1336年出生，69岁）
- 约1405年，让·弗鲁瓦萨尔，著有《编年史（英语：Jean_Froissart）》。